# Razorblade Suitcase
Razorblade Suitcase ist das zweite Musikalbum der englischen Post-Grunge-Band Bush. Es wurde 1996 in Deutschland veröffentlicht.

## Geschichte
Obwohl sich Razorblade Suitcase nicht so gut verkaufte wie das Vorgängeralbum Sixteen Stone, stieg es in den US-Album-Charts auf Platz 1. In Deutschland erreichte es Platz 37 als höchste Chartplatzierung. 
Die gesamte Stimmung des Albums ist um einiges düsterer als auf dem Vorgänger, was Vergleiche mit dem letzten Nirvana-Album In Utero aus dem Jahr 1993 aufkommen ließ. So konnten sich Bush auch mit ihrem zweiten Album nicht davon losreißen, mit Nirvana verglichen zu werden.

## Titelliste
1. Personal Holloway – 3:24
2. Greedy Fly – 4:29
3. Swallowed – 4:50
4. Insect kin – 4:26
5. Cold Contagious – 5:59
6. A Tendency to start Fires – 4:04
7. Mouth – 5:44
8. Straight no Chaser – 4:00
9. History – 4:36
10. Synapse – 4:50
11. Communicator – 4:22
12. Bonedriven – 4:32
13. Distant Voices – 6:20

## Dies und Das
- Alle Lieder des Albums wurden von Gavin Rossdale geschrieben.
- Das Album sollte eigentlich Ghost Medicine heißen, wurde dann jedoch aus unbekannten Gründen unter dem Namen Razorblade Suitcase veröffentlicht.
- Das Album enthält drei Lieder, die als Singles veröffentlicht wurden: 
Swallowed, die erste Singleauskopplung erreichte 1996 mit Platz 7 ihre höchste Platzierung in den UK Singlecharts. 
Die 1997 erschienene zweite Single Greedy Fly stieg bis auf Platz 22 der UK Singlecharts. 
 Cold Contagious wurde ebenfalls als Single veröffentlicht, schaffte es jedoch nicht in die Top 100. 
Zu allen drei Singles erschienen vielgeachtete Videos. Für Cold Contagious wurden sogar zwei Versionen gedreht, darunter eine Live-Version.

## Weblink
- Razorblade Suitcase bei AllMusic (englisch)